# Pilostyles berteroi
Pilostyles berteroi är en tvåhjärtbladig växtart som beskrevs av Jean Baptiste Antoine Guillemin. Pilostyles berteroi ingår i släktet Pilostyles och familjen Apodanthaceae. Inga underarter finns listade i Catalogue of Life.